# Rita Ora
Rita Ora, właśc. Rita Sahatçiu Ora-Waititi (ur. 26 listopada 1990 w Prisztinie) – angielska piosenkarka, aktorka i autorka tekstów pochodzenia albańskiego.

## Życiorys
Urodziła się w Prisztinie, mieście leżącym wówczas na terenie Socjalistycznej Federacyjnej Republiki Jugosławii (dzisiejsze Kosowo), w albańskiej rodzinie. Jako roczne dziecko wyemigrowała wraz z matką jako uchodźcy polityczni do Wielkiej Brytanii. Dorastała w zachodnim Londynie, uczęszczając do szkoły St Cuthbert & St Matthias w Earl`s Court, a później do Sylvia Young Theatre School.
W 2004 zagrała w filmie Kłopotliwy towar. W 2008 pojawiła się gościnnie w piosence Where’s Your Love Craiga Davida. Rok później wzięła udział w castingu, który miał wyłonić brytyjskiego reprezentanta do 54. Konkursu Piosenki Eurowizji w 2009, ale w późniejszym etapie wycofała się z tego pomysłu. W tym czasie coraz częściej pojawiała się w londyńskich barach, prezentując swój potencjał wokalny, szybko wzbudzając zainteresowanie poszukiwaczy talentów z Roc Nation. Wkrótce rozpoczęła współpracę z raperem Jay-Z oraz Drake.
27 sierpnia 2012 wydała swój debiutancki album studyjny pt. Ora, który zadebiutował na szczycie bestsellerów w Wielkiej Brytanii i Szkocji, sprzedając się w liczbie 40 tys. egzemplarzy w pierwszym tygodniu.
25 maja 2017 wydała singiel „Your Song”, który nagrała we współpracy z Edem Sheeranem. 20 października wydała singiel „Anywhere”, do którego teledysk nakręcono w Nowym Jorku. 12 listopada poprowadziła galę MTV Europe Music Awards 2017 w Londynie.
23 listopada 2018 wydała drugi album studyjny pt. Phoenix. We wrześniu 2019 potwierdziła rozpoczęcie pracy nad trzecim albumem studyjnym. W maju 2023 wystąpiła jako gość muzyczny podczas pierwszego półfinału 67. Konkursu Piosenki Eurowizji w Liverpoolu. W tym samym roku wydała album pt. You & I.

## Młodość
Urodziła się w Prisztinie, SFR Jugosławii (dzisiejsze Kosowo), w rodzinie albańskiej, jako Rita Sahatçiu (nazwisko pochodzi od tureckiego słowa saatçi, które oznacza „zegarmistrz”), ale jej rodzice później dodali Ora (ora oznacza „czas” w języku albańskim) do nazwiska rodziny, aby można je było łatwiej wymówić.
Wraz z rodziną opuściła Kosowo z powodów politycznych, z powodu prześladowań Albańczyków zapoczątkowanych rozpadem Jugosławii. Przeprowadzili się oni do Londynu do Anglii w 1991 roku, kiedy Ora była dzieckiem. Artystka dorastała w Notting Hill w zachodnim Londynie. Uczęszczając do szkoły St Cuthbert & St Matthias w Earl`s Court, a później do Sylvia Young Theatre School.

## Kariera

### 2008–2011: Początki kariery

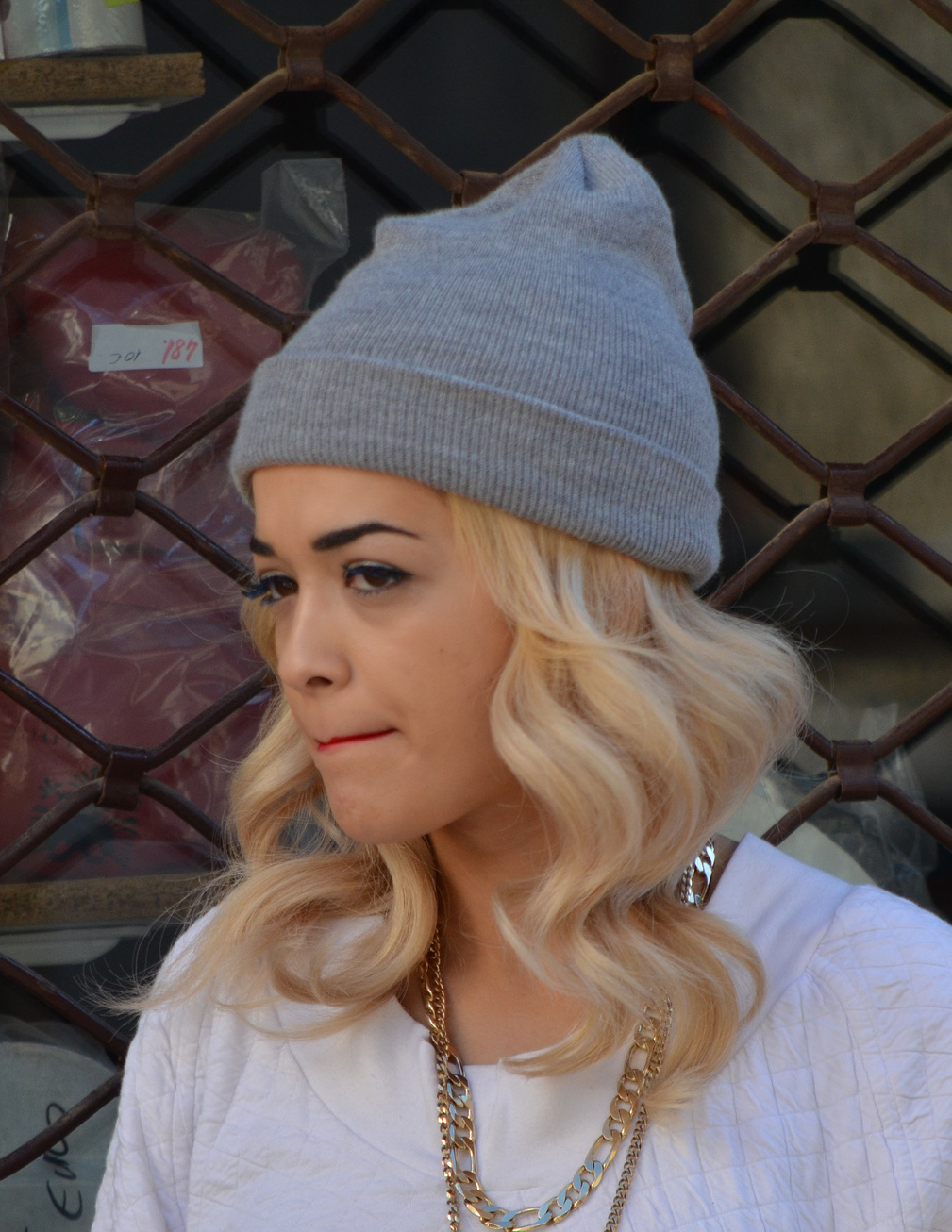
Ora (2012)

Zaczęła karierę od występów na otwartych scenach w Londynie i, okazjonalnie, w pubie swojego ojca. W 2008 roku zakwalifikowała się do programu BBC One Eurovision: Your Country Needs You stanowiącego krajowe eliminacje do 54. Konkursu Piosenki Eurowizji. Po kilku odcinkach wycofała się z programu, ponieważ "nie czuła na to się gotowa" i myślała, że "to wyzwanie nie było dla niej". Jej ówczesna menedżerka, Sarah Stennett, powiedziała później w wywiadzie dla HitQuarters, że zapewniła Orę, że występ na Eurowizji raczej utrudni jej, niż pomoże w osiągnięciu sukcesu jako artystka solowa.
Wkrótce później kierownictwo Ory skontaktowało się z amerykańską wytwórnią Roc Nation i opowiedziało im o niej. Piosenkarka podpisała kontrakt nagraniowy i wydawniczy z Roc Nation w grudniu 2008 roku i była jednym z ich pierwszych sygnatariuszy. Pojawiła się gościnnie w teledysku Jaya Z do "Young Forever" (2009). Niedługo po podpisaniu kontraktu nagrała swój album i chciała go wydać, ale jej wytwórnia odradzała jej to, dlatego zaczęła pracować nad innym materiałem na swój debiutancki album.

### 2012–2013: Debiutancki albumOra
W 2011 roku Ora wydała covery i filmy o pracy nad swoim debiutanckim albumem na YouTube. Teledyski zwróciły uwagę DJ Fresha, który w tym czasie szukał wokalistki do swojej piosenki "Hot Right Now". W taki oto sposób artystka znalazła się na singlu wydanym 12 lutego 2012 roku, debiutując tym samym na pierwszym miejscu UK Singles Chart. W lutym 2012 roku Ora otwierała również koncerty Drake’s Club Paradise Tour w Wielkiej Brytanii.
Pierwszy brytyjski singiel z jej debiutanckiego albumu "R.I.P." (wraz z Tinie Tempah), został wydany 6 maja 2012 roku. Wyprodukowana przez Chase & Status, piosenka zadebiutowała na szczycie UK Singles Chart, stając się jej pierwszym solowym numerem jeden w Wielkiej Brytanii. 23 sierpnia utwór "How We Do (Party)" został wydany jako singiel i również osiągnął numer jeden w Wielkiej Brytanii i Irlandii. Był to drugi numer jeden Ora w Wielkiej Brytanii jako artysty solowego i trzeci ogółem.
Podczas supportowania Coldplay w trakcie ich trasy Mylo Xyloto Tour, ogłosiła później, że jej debiutancki album będzie zatytułowany Ora. Debiutanacki album został wydany 26 sierpnia 2012 roku w Europie i Oceanii oraz zadebiutował na szczycie UK Albums Chart. Ora była nominowana do MTV Europe Music Awards w kategoriach Best New Artist, Push Artist i Best UK/Ireland Act. We wrześniu 2012 roku ogłoszono, że Ora będzie otwierać brytyjskie koncerty z trasy Euphoria Tour, która rozpocznie się w styczniu 2013 roku. Trasa ta została przełożona z powodu "zawodowych i osobistych zobowiązań" Ushera.
"Shine Ya Light", wydany 4 listopada, stał się czwartym z rzędu singlem Ory w pierwszej dziesiątce w Wielkiej Brytanii w 2012 roku, osiągając dziesiątą pozycję w notowaniach. 28 listopada 2012 roku artystka wystąpiła jako gość specjalny na koncercie w Tiranie z okazji 100-lecia niepodległości Albanii. W styczniu 2013 roku Rita Ora wyruszyła w swoją pierwszą trasę koncertową po Wielkiej Brytanii, Radioactive Tour, aby promować swój debiutancki album Ora. Była nominowana do trzech nagród Brit Awards 2013, w tym Brit Award for British Breakthrough Act.
W styczniu 2013 roku Ora ujawniła, że jej drugi album będzie wyraźniejszy i będzie miał więcej kierunku niż pierwszy. 26 lutego 2013 roku ujawniła Digital Spy, że jej drugi album pokazuje inny punkt widzenia niż "imprezowiczka".  24 maja 2013 roku Rita Ora była główną gwiazdą In New Music We Trust podczas BBC Radio 2013's Big Weekend. 28 czerwca 2013 roku wystąpiła na Pyramid Stage w Glastonbury.

### 2014–2016: Zakończenie współpracy zRoc Nationi nowe projekty
W 2014 roku dwa single artystki znalazły się w pierwszej piątce w Wielkiej Brytanii; piosenka "I Will Never Let You Down", która zadebiutowała na pierwszym miejscu, oraz piosenka, w której Ora pojawiła się gościnnie: "Black Widow" Iggy’ego Azalei, który osiągnął czwarte miejsce w Wielkiej Brytanii. Piosenka ta stała się tym samym pierwszą piosenką Rity Ory w pierwszej dziesiątce na amerykańskiej liście Billboard Hot 100, osiągając trzecie miejsce.
14 grudnia 2014 roku Ora wystąpiła w programie Christmas in Washington, nakręconym w National Building Museum. W lutym 2015 roku wystąpiła ona gościnnie w piosence Charli XCX "Doing It", która zadebiutowała na 8 miejscu w Wielkiej Brytanii. 22 lutego 2015 roku podczas 87. ceremonii wręczenia Oscarów wystąpiła ona i wykonała piosenkę "Grateful", która pojawiła się w filmie Giny Prince-Bythewood Beyond the Lights (2014).
W grudniu 2015 roku Ora złożyła pozew przeciwko swojej ówczesnej wytwórni Roc Nation, domagając się zerwania kontraktu powołując się na to, że kontrakt, który podpisała w 2008 roku, jest "niewykonalny" z powodu "siedmioletniej zasady" Kalifornii. W złożonej skardze piosenkarka powiedziała, że "pozwolono jej wydać tylko jeden album, pomimo stworzenia wielu dodatkowych płyt i singli do wydania" oraz, że jej związek z Roc Nation jest "nieodwracalnie uszkodzony". W styczniu 2016 roku Roc Nation złożył pozew przeciwko Ricie Orze za zerwanie kontraktu nagraniowego w Nowym Jorku. Obydwie strony zawarły porozumienie w maju 2016 roku.
W czerwcu 2016 roku poinformowano, że podpisała ona nowy kontrakt płytowy z Atlantic Records. 3 września 2016 r. wystąpiła na koncercie w Bazylice św. Pawła za Murami w Rzymie podczas czuwania kanonizacyjnego Matki Teresy, wraz z innymi albańskimi artystami, z towarzyszeniem Kosowskiej Orkiestry Filharmonicznej.

### 2017–2019:Phoenix
26 maja 2017 roku Rita Ora wydała swój pierwszy solowy singiel od prawie dwóch lat, pod tytułem "Your Song", który zadebiutował na siódmym miejscu w Wielkiej Brytanii. Piosenka została głównym singlem promocyjnym drugiego albumu studyjnego Phoenix (po tym, jak poprzednie próby wydania jej drugiego albumu zostały utracone w procesie sądowym przeciwko jej byłej wytwórni, Roc Nation). Drugi singiel artystki, "Anywhere", stał się jej jedenastym utworem w pierwszej dziesiątce w Wielkiej Brytanii, osiągając drugie miejsce. W styczniu 2018 roku Ora wydała piosenkę „For You” (wraz z Liamem Payne’em), ze ścieżki dźwiękowej filmu Pięćdziesiąt twarzy Greya.

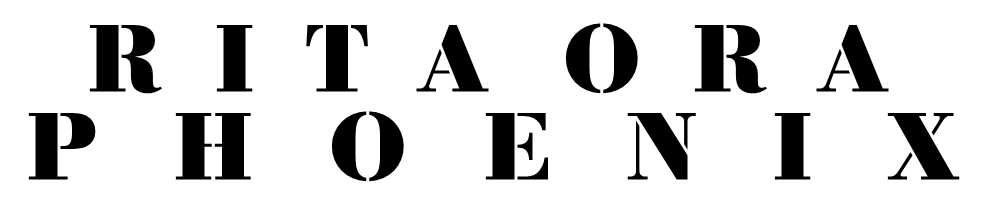
Drugi album studyjny Phoenix

18 września 2018 roku Ora ujawniła tytuł swojego drugiego albumu studyjnego, Phoenix, oraz datę jego wydania tj. 23 listopada. 21 września 2018 piosenkarka wydała czwarty singiel z albumu, "Let You Love Me".  Piosenka dotarła do czwartego miejsca w Wielkiej Brytanii, będąc jednocześnie 13. pioseną Ory w pierwszej dziesiątce a, tym samym bijąc 30-letni rekord większości najlepszych dziesięciu piosenek brytyjskiej artystki solowej (wcześniej wspólnie należał do Shirley Bassey i Petuli Clark). 29 października ogłosiła ona daty tras koncertowych promujących album w Europie, Azji i Oceanii od 1 marca do 29 maja 2019 roku.

### od 2019 roku:BangiYou & I
W marcu 2020 roku ukazała się piosenka "How to Be Lonely". Piosenka dotarła do 57 miejsca na brytyjskich listach przebojów. Rok później w luty 2021 roku Ora wydała swoją EP-kę "Bang" wraz z DJ-ami Davidem Guettą i Imanbekiem. Teledyski zostały nakręcone dla "Mood" i "Big", a cała EP-ka zawierała 4 utwory.
W lipcu 2021 roku ukazała się piosenka "You for Me" we współpracy z Sigalą. Inne utwory, które zostały wydane we współpracy z innymi artystami to "Finish Line" i "Barricades". We wrześniu 2022 roku wystąpiła wraz z Calvinem Harrisem i różnymi brazylijskimi artystami na festiwalu Rock in Rio. W styczniu 2023 roku Rita Ora wydała pierwszy singiel z trzeciego albumu studyjnego, utwór "You Only Love Me". Drugi singiel "Praising You" z udziałem Fatboy Slim został wydany w kwietniu 2023 roku. Do piosenki wyreżyserowano dwa teledyski pod kierunkiem Taiki Waititiego. Nową piosenkę artystka wykonała podczas gościnnego występu na Konkursie Piosenki Eurowizji. 

## Inne aktywności

### Projektowanie i moda
W styczniu 2014 roku Adidas ogłosił wieloletnią współpracę projektantów z Ritą Orą w zakresie ich marki odzieży sportowej Adidas Originals. Artystka w trakcie współpracy zaprojektowała własne kolekcje odzieży, w tym obuwie i akcesoria. W 2016 roku Ora współpracowała z włoską marką modową Tezenis nad kolekcją bielizny kapsułowej. W 2018 roku piosenkarka zaprojektowała kolekcję obuwia wraz z włoskim projektantem obuwia Giuseppe Zanottim.

### Filantropia
23 marca 2013 roku Ora wystąpiła podczas Bal de la Rose du Rocher w Monte Carlo na rzecz Fundacji Księżnej Grace. 1 czerwca 2013 roku artystka wystąpiła na koncercie charytatywnym "Chime for Change" na stadionie Twickenham w Londynie, który zebrał fundusze i zwiększył świadomość na temat problemów dziewcząt i kobiet na całym świecie.
15 listopada 2014 roku Rita Ora dołączyła do grupy charytatywnej Band Aid 30, aby nagrać wersję utworu "Do They Know It's Christmas?", która zbierała pieniądze na kryzys związany z wirusem Ebola w Afryce Zachodniej w 2014 roku. 9 marca 2016 r. wygłosiła przemówienie na temat imigracji i syryjskiego kryzysu uchodźczego podczas wydarzenia We Day UK w Londynie, zorganizowanego przez Free the Children. W kwietniu 2019 roku została jednym z ambasadorów dobrej woli UNICEF UK.

## Inspiracje
Wśród muzycznych inspiracji wymienia artystów, takich jak m.in.: Tina Turner, Madonna, Sade, Aaliyah, Christina Aguilera, Rihanna, Aretha Franklin, Gwen Stefani, Bruce Springsteen, George Michael oraz David Bowie.

## Życie prywatne
Ma dwoje rodzeństwa: brata Dona Orę i siostrę Elene Orę. Matka Ory jest katoliczką, a ojciec muzułmaninem. Artystka określa się jako osoba duchowa, ale nie religijna. Jej dziadek ze strony matki, Osman Bajraktari, był konsulem Albanii w Rosji (wówczas część Związku Radzieckiego). Dziadek Ory ze strony ojca, Besim Sahatçiu, był reżyserem filmowym i teatralnym. Umie mówić biegle po albańsku.
10 lipca 2015 r. Rita Ora został mianowana honorowym ambasadorem Kosowa przez ówczesną prezydent Atifete Jahjagę w ambasadzie Kosowa w Londynie. W ceremonii towarzyszyli jej rodzice oraz były premier Wielkiej Brytanii i jego żona Tony i Cherie Blair.
W listopadzie 2020 roku Ora złamała ograniczenia związane z COVID-19, organizując przyjęcie urodzinowe w restauracji w zachodnim Londynie w okresie narodowej blokady. Artystka przeprosiła za naruszenie i została ukarana grzywną w wysokości 10 000 funtów.
W kwietniu 2021 ogłosiła, że spotyka się z nowozelandzkim reżyserem Taiką Waititim. Para pobrała się w 2022.

## Działalność charytatywna
Działa aktywnie na rzecz potrzebujących. Swoimi działaniami wspiera liczne organizacje charytatywne, takie jak UNICEF (Ambasador UNICEF w Wielkiej Brytanii), amfAR czy British Heart Foundation. W 2019 roku w ramach akcji "Soccer Aid for UNICEF 2019" odwiedziła 400 dzieci w Kosowie, aby wesprzeć tamtejszych potrzebujących.

## Styl muzyczny
W swojej muzyce nagrywa głównie w gatunkach pop, R&B i soul. Jako główny wpływ na tworzoną muzykę niejednokrotnie wymieniała Gwen Stefani, jej inspiracją jest również Beyoncé. Śpiewa mezzosopranem.

## Dyskografia
Albumy studyjne
- Ora (2012)
- Phoenix (2018)
- You & I (2023)

## Filmografia

### Film
| Rok  | Tytuł                     | Rola                                   | Reżyseria          |
| ---- | ------------------------- | -------------------------------------- | ------------------ |
| 2004 | Kłopotliwy towar          | Rosanna                                | Colin Teague       |
| 2013 | Szybcy i wściekli 6       | kobieta rozpoczynająca wyścig (epizod) | Justin Lin         |
| 2015 | Pięćdziesiąt twarzy Greya | Mia Grey                               | Sam Taylor-Johnson |
| 2015 | Do utraty sił             | Maria Escobar                          | Antoine Fuqua      |
| 2017 | Ciemniejsza strona Greya  | Mia Grey                               | James Foley        |
| 2018 | Nowe oblicze Greya        | Mia Grey                               | James Foley        |
| 2019 | Pokémon: Detektyw Pikachu | Dr. Ann Laurent                        | Rob Letterman      |
| 2021 | Twist                     | Dodge                                  | Martin Owen        |
| 2023 | Wonderwell                | Yana                                   | Vlad Marsavin      |
| 2023 | Tin Solider               | Mama Suki                              | Brad Furman        |
| 2024 | Następcy: Rebelia Red     | Królowa Kier                           | Jennifer Phang     |

## Nagrody i nominacje
| Rok  | Gala rozdania                          | Kategoria                                                                                             | Wynik     |
| ---- | -------------------------------------- | --- | --------- |
| 2012 | MOBO Awards                            | Najlepszy album ("Ora")                                                                               | Nominacja |
| 2012 | MOBO Awards                            | Najlepsza artystka                                                                                    | Nominacja |
| 2012 | MOBO Awards                            | Najlepszy debiut                                                                                      | Wygrana   |
| 2012 | MOBO Awards                            | Najlepszy teledysk (R.I.P. z Tinie Tempah)                                                            | Nominacja |
| 2012 | MTV Europe Music Awards                | Najlepszy nowy wykonawca                                                                              | Nominacja |
| 2012 | MTV Europe Music Awards                | Najlepszy występ                                                                                      | Nominacja |
| 2012 | MTV Europe Music Awards                | Najlepszy występ w Wielkiej Brytanii i Irlandii                                                       | Nominacja |
| 2012 | UK Music Video Awards                  | Najlepszy film miejski                                                                                | Nominacja |
| 2012 | Urban Music Awards                     | Artysta roku                                                                                          | Wygrana   |
| 2012 | Urban Music Awards                     | Najlepszy album ("Ora")                                                                               | Nominacja |
| 2012 | Urban Music Awards                     | Najlepsza artystka                                                                                    | Nominacja |
| 2012 | Urban Music Awards                     | Najlepszy artysta międzynarodowy                                                                      | Nominacja |
| 2012 | Urban Music Awards                     | Najlepszy teledysk ("Hot Right Now" wraz z DJ Fresh)                                                  | Nominacja |
| 2012 | Urban Music Awards                     | Najlepszy debiutant                                                                                   | Nominacja |
| 2012 | Urban Music Awards                     | Najlepszy singiel (R.I.P. z Tinie Tempah)                                                             | Nominacja |
| 2012 | 4Music Video Honours                   | Najlepsza dziewczyna                                                                                  | Nominacja |
| 2012 | 4Music Video Honours                   | Najlepszy przełom                                                                                     | Nominacja |
| 2012 | 4Music Video Honours                   | Najlepszy teledysk (za teledyski: "Hot Right Now" wraz z DJ Fresh; R.I.P. z Tinie Tempah; "How We Do" | Nominacja |
| 2012 | MP3 Music Awards                       | Najlepszy debiut ("Hot Right Now" wraz z DJ Fresh)                                                    | Wygrana   |
| 2013 | Brit Awards                            | Najlepszy singiel brytyjski                                                                           | Nominacja |
| 2013 | Glamour Award                          | Artystka solowa                                                                                       | Wygrana   |
| 2013 | BET Awards                             | Najlepszy wykonawca międzynarodowy: Wielka Brytania                                                   | Nominacja |
| 2013 | MOBO Awards                            | Najlepsza artystka                                                                                    | Nominacja |
| 2013 | MTV Europe Music Awards                | Najlepszy wygląd                                                                                      | Nominacja |
| 2013 | MTV Europe Music Awards                | Najlepszy występ na scenie światowej                                                                  | Nominacja |
| 2014 | World Music Award                      | Najlepszy na świecie występ na żywo                                                                   | Nominacja |
| 2014 | World Music Award                      | Najlepsza piosenka świata                                                                             | Nominacja |
| 2014 | World Music Award                      | Artystka roku                                                                                         | Nominacja |
| 2014 | Teen Choice Awards                     | Najlepszy debiut artysty                                                                              | Nominacja |
| 2014 | BET Awards                             | Najlepszy wykonawca międzynarodowy: Wielka Brytania                                                   | Nominacja |
| 2014 | MOBO Awards                            | Najlepsza artystka                                                                                    | Nominacja |
| 2014 | MTV Europe Music Awards                | Najlepszy wygląd                                                                                      | Nominacja |
| 2014 | MTV Europe Music Awards                | Najlepszy teledysk ("Black Widow" z Iggy Azaleą)                                                      | Nominacja |
| 2014 | 4Music Video Honours                   | Najlepsza dziewczyna                                                                                  | Nominacja |
| 2014 | Young Hollywood Awards                 | Przełomowy artysta muzyczny                                                                           | Nominacja |
| 2014 | Young Hollywood Awards                 | Kategoria You're So Fancy                                                                             | Nominacja |
| 2014 | Popjustice £20 Music Prize             | Najlepszy brytyjski singel pop ("I Will Never Let You Down")                                          | Nominacja |
| 2015 | Glamour Award                          | Osobowość telewizyjna                                                                                 | Wygrana   |
| 2015 | Bambi - International Music            | Muzyka międzynarodowa                                                                                 | Wygrana   |
| 2015 | Billboard Music Awards                 | Najlepsza piosenka rapowa ("Black Widow" wraz z Iggy Azealą)                                          | Nominacja |
| 2015 | MOBO Awards                            | Najlepszy teledysk ("Body on Me" wraz z Chrisem Brownem)                                              | Nominacja |
| 2015 | MTV Europe Music Awards                | Najlepszy wygląd                                                                                      | Nominacja |
| 2015 | Urban Music Awards                     | Najlepsza współpraca ("Body on Me" wraz z Chrisem Brownem)                                            | Nominacja |
| 2015 | Urban Music Awards                     | Najlepszy teledysk ("Body on Me" wraz z Chrisem Brownem)                                              | Nominacja |
| 2015 | Silver Clef Awards                     | Najlepsza artystka                                                                                    | Nominacja |
| 2015 | Black Reel Awards                      | Międzynarodowy pop                                                                                    | Wygrana   |
| 2017 | China Music Award                      | Najlepszy artysta międzynarodowy                                                                      | Wygrana   |
| 2017 | MTV Europe Music Awards                | Najlepszy wygląd                                                                                      | Nominacja |
| 2017 | MTV Europe Music Awards                | Nagroda Power of Music Award                                                                          | Wygrana   |
| 2017 | Urban Music Awards                     | Artysta roku                                                                                          | Nominacja |
| 2017 | Urban Music Awards                     | Najlepsza artystka                                                                                    | Nominacja |
| 2017 | Urban Music Awards                     | Najlepszy artysta międzynarodowy                                                                      | Nominacja |
| 2017 | Urban Music Awards                     | Najlepszy artysta pop                                                                                 | Nominacja |
| 2018 | MTV Video Music Award                  | Nagroda MTV Clubland                                                                                  | Wygrana   |
| 2018 | MTV Video Music Award                  | Najlepsze efekty specjalne                                                                            | Nominacja |
| 2018 | Popjustice £20 Music Prize             | Najlepszy brytyjski singel pop ("Anywhere")                                                           | Wygrana   |
| 2018 | Hollywood Music in Media Awards        | Najlepsza oryginalna piosenka w filmie fabularnym („For You” z Liamem Payne)                          | Nominacja |
| 2018 | Global Awards                          | Najlepszy pop                                                                                         | Wygrana   |
| 2019 | Brit Awards                            | Najlepszy brytyjski teledysk roku („For You” z Liamem Payne)                                          | Nominacja |
| 2019 | Brit Awards                            | Najlepszy brytyjski teledysk roku ("Let You Love Me")                                                 | Nominacja |
| 2019 | Latin American Music Awards            | Ulubiony teledysk ("R.I.P" wraz z Sofią Reyes i Anittą)                                               | Wygrana   |
| 2019 | Premios Juventud                       | Najlepsza choreografia ("R.I.P" wraz z Sofią Reyes i Anittą)                                          | Nominacja |
| 2019 | Teen Choice Awards                     | Wybór piosenki z filmu ("Carry On" wraz z Kygo)                                                       | Nominacja |
| 2019 | Popjustice £20 Music Prize             | Najlepszy brytyjski singiel pop ("Ritual" z Jonasem Blue i Tiësto)                                    | Nominacja |
| 2019 | MTV Millennial Awards                  | Muzyka - Ship Roku ("R.I.P" wraz z Sofią Reyes i Anittą)                                              | Nominacja |
| 2019 | Los 40 Music Awards                    | Najlepszy artysta międzynarodowy                                                                      | Nominacja |
| 2019 | Los 40 Music Awards                    | Najlepszy teledysk międzynarodowy ("R.I.P" wraz z Sofią Reyes i Anittą)                               | Wygrana   |
| 2019 | BreakTudo Awards                       | Wschodzący międzynarodowy artysta                                                                     | Nominacja |
| 2020 | Spotify Awards                         | Najczęściej streamowana artystka EDM                                                                  | Wygrana   |
| 2020 | Premios Lo Nuestro                     | Współpraca roku ("R.I.P" wraz z Sofią Reyes i Anittą)                                                 | Nominacja |
| 2020 | Premios Lo Nuestro                     | Teledysk roku ("R.I.P" wraz z Sofią Reyes i Anittą)                                                   | Nominacja |
| 2020 | Global Awards                          | Najlepszy pop                                                                                         | Nominacja |
| 2021 | Daily Front Row's Fashion Media Awards | Ikona stylu                                                                                           | Wygrana   |
| 2022 | Glamour Award for Entertainer          | Artysta roku                                                                                          | Wygrana   |
| 2023 | The Brit Billion                       | Artystka z 1 miliardem odtworzeń na Spotify                                                           | Wygrana   |

## Inne wyróżnienia
| Kraj    | Rok nadania | Tytuł                     |
| ------- | ----------- | ------------------------- |
| Albania | 2018        | Klucz Tirany              |
| Albania | 2022        | Order Naima Frashëriego   |
| Kosowo  | 2015        | Honorowy Ambasador Kosowa |

## Działalność telewizyjna
| Rok            | Tytuł programu           | Rola            |
| -------------- | ------------------------ | --------------- |
| 2015           | The Voice UK             | Trener          |
| 2015           | The X Factor             | Sędzia          |
| 2016–2017      | America’s Next Top Model | Prowadząca      |
| 2017           | Boy Band                 | Prowadząca      |
| 2017, 2022     | MTV Europe Music Awards  | Prowadząca      |
| 2020 – obecnie | Masked Singer UK         | Współprowadząca |
| 2021 – obecnie | The Voice Australia      | Trener          |

## Trasy koncertowe
- Ora Tour (2012)
- Radioactive Tour (2013)
- The Girls Tour (2018)
- Phoenix World Tour (2019)